# Esteban Boutelou y Soldevilla
Estéban Boutelou y Soldevilla (Sevilla, 8 d'agost de 1823 - Madrid, 14 de febrer de 1883) fou un enginyer i botànic espanyol, acadèmic de la Reial Acadèmia de Ciències Exactes, Físiques i Naturals.
D'ascendència suïssa, era fill del també botànic Esteban Boutelou (1776-1813). Arribà a Inspector general del Cos d'Enginyers de Forests i catedràtic de Botànica de la Universitat de Sevilla. Mitjançant una pensió reial va estudiar agricultura i horticultura a França i Gran Bretanya. En 1843 ingressà al Reial Jardí Botànic de Madrid on va sr investigador, docent i fins i tot el seu director També fou inspector de Boscos i Planters del Reial Lloc d'Aranjuez i sotsinspector general de boscos del Reial Patrimoni. En 1866 fou nomenat acadèmic de la Reial Acadèmia de Ciències Exactes, Físiques i Naturals. Va rebre la gran creu de l'Orde d'Isabel la Catòlica.

## Obra
- Tratado de la Huerta. Madrid, 1801
- Tratado de las Flores. Madrid, 1804
- Descripción y nombres de las diferentes especies de uvas que hay en los viñedos de Ocaña. 1805. Semanario de Agricultura y en los Anales de Ciencias naturales de Madrid
- Especies y variedades de Pinos que se crían en la Sierra de Cuenca. 1806. Semanario de Agricultura y en los Anales de Ciencias naturales de Madrid
- Sobre las variedades de Trigos, Cebadas y Centenos, cuyo cultivo te ha ensayado en Aranjuez. 1807. Semanario de Agricultura y en los Anales de Ciencias naturales de Madrid